# Раваллі (округ, Монтана)
Шаблон:StateAbbr_ 46°05′ пн. ш. 114°07′ зх. д. / 46.08° пн. ш. 114.12° зх. д.
Округ Раваллі (англ. Ravalli County) — округ (графство) у штаті Монтана, США. Ідентифікатор округу 30081.

## Історія
Округ утворений 1893 року.

## Демографія
За даними перепису
2000 року
загальне населення округу становило 36070 осіб, зокрема міського населення було 6070, а сільського — 30000.
Серед мешканців округу чоловіків було 17910, а жінок — 18160. В окрузі було 14289 домогосподарств, 10182 родин, які мешкали в 15946 будинках.
Середній розмір родини становив 2,94.
Віковий розподіл населення поданий у таблиці:
| Стать    | До 15 років | 15-21 | 22-29 | 30-39 | 40-49 | 50-65 | 65-85 | Понад 85 |
| -------- | ----------- | ----- | ----- | ----- | ----- | ----- | ----- | -------- |
| Чоловіки | 3845        | 1766  | 1175  | 2147  | 2843  | 3518  | 2391  | 225      |
| Жінки    | 3568        | 1486  | 1211  | 2289  | 3102  | 3531  | 2539  | 434      |

## Суміжні округи
- Міссула — північ
- Гранит — північний схід
- Дір-Лодж — схід
- Бівергед — південний схід
- Лемгай, Айдахо — південь
- Айдахо, Айдахо — захід